# Karl-Truppenkreuz

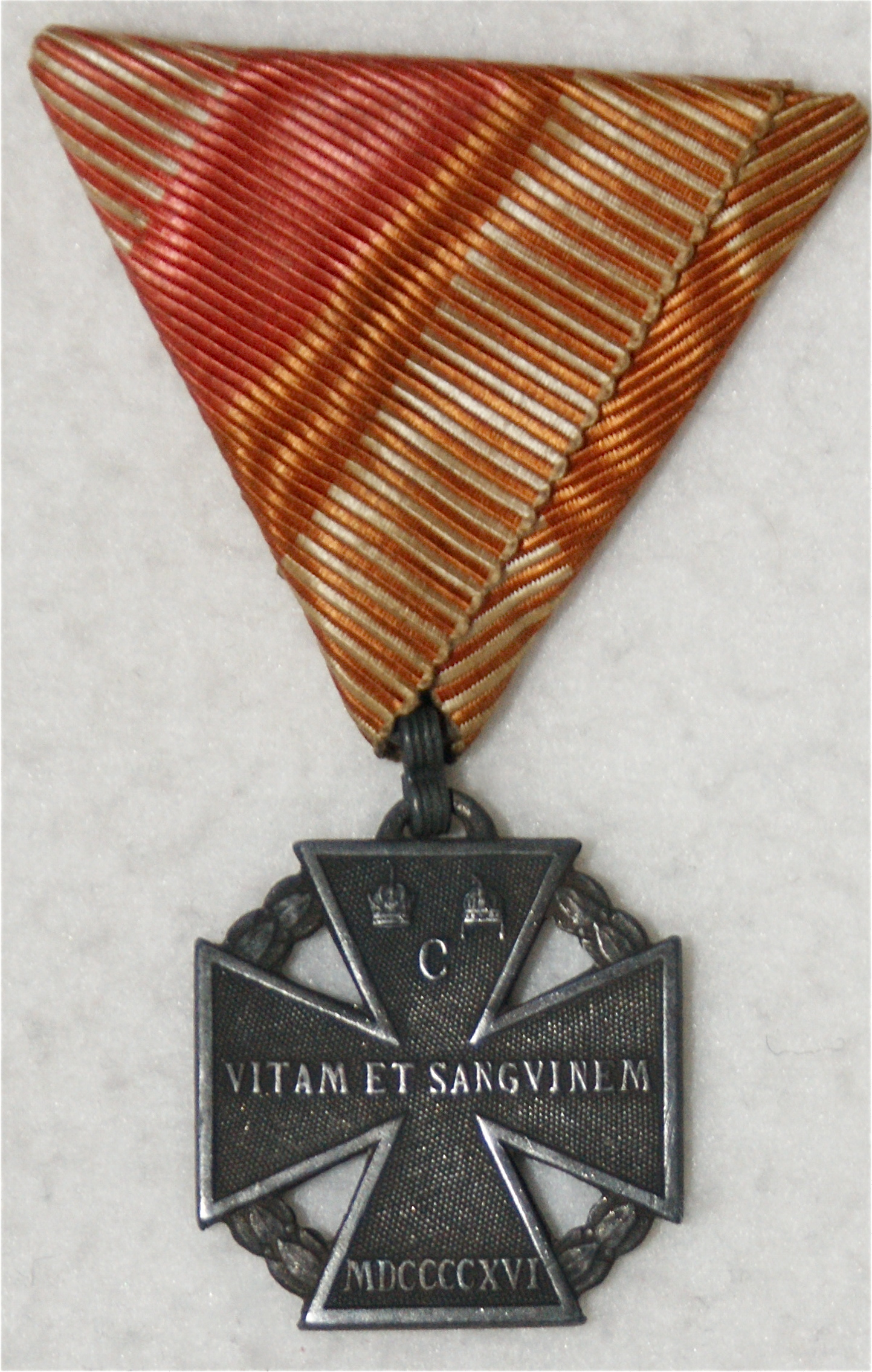
Karl-Truppenkreuz

Das Karl-Truppenkreuz wurde am 13. Dezember 1916 von Kaiser Karl I. von Österreich-Ungarn für die Armee gestiftet.
Voraussetzungen für die Verleihung des Kreuzes waren mindestens 12 Wochen Dienst an der Front sowie Teilnahme an mindestens einer Schlacht.
Auf Anweisung des Kaisers folgt die Gestaltung des Karl-Truppenkreuzes dem Armeekreuz für 1813/14. Das Ordenszeichen hat die Form eines Tatzenkreuzes und ist aus Zink gefertigt. Zwischen den Kreuzarmen ist ein Lorbeerkranz zu sehen. Im oberen Kreuzarm die Worte GRATI, in den beiden mittleren PRINCEPS ET PATRIA und im unteren CAROLVS IMP. ET REX (In Dankbarkeit Herrscher und Vaterland Karl Kaiser und König). Rückseitig im oberen Kreuzarm nebeneinander die österreichische Kaiserkrone und die ungarische Königskrone. Darunter der Buchstabe C (Carolus). Auf den Mittelarmen die Inschrift VITAM ET SANGVINEM (Leben und Blut) und im unteren Kreuzarm die römische Zahl MDCCCCXVI (1916).
Getragen wurde die Auszeichnung an einem hellroten Band mit rot-weißen Seitenstreifen auf der linken Brust.
Insgesamt wurden 651.000 Stück verliehen.
In der Ersten Republik waren Personen, die eine k.u.k. Tapferkeitsmedaille, das Karl-Truppenkreuz oder die Verwundetenmedaille erhalten hatten, gemäß Verordnung (BGBl. Nr. 507/33) vom 10. November 1933 berechtigt, am Band der Kriegserinnerungsmedaille gekreuzte Schwerter zu tragen.